# Cyriacus Spangenberg
Cyriacus Spangenberg (Nordhausen, 1528. június 7. – Strasbourg, 1604. február 10.), német teológus és történész. Híres teológusi családból származott.
Adelsspiegel (Schlamkalden, 1591; Adelsspiegel, 2. rész, Schmalkalden, 1594) című műve az első önálló heraldikai mű volt. Inkább általánosságban a nemességgel, a nemesi kiváltságokkal, a joggal foglalkozik, de sok heraldikai vonatkozást is tartalmaz. Inkább a címerművészetet érinti, mint a címerelméletet.